# Tyson contre Holyfield
La rencontre Tyson contre Holyfield a opposé les boxeurs professionnels Mike Tyson et Evander Holyfield à deux reprises : une première fois le 9 novembre 1996 et une seconde fois le 28 juin 1997, chaque rencontre s'étant déroulée au MGM Grand et ayant été remportée par Evander Holyfield.

## Contexte
En 1987, Mike Tyson parvient à réunifier les ceintures mondiales et devient le champion incontesté de la catégorie des poids lourds. Un an plus tard, Evander Holyfield fait de même dans la nouvelle catégorie lourds-légers, puis passe dans la catégorie des lourds. Après quelques succès qui font de lui le challenger no 1, Holyfield invaincu en 23 combats doit (en principe), rencontrer Mike Tyson en juin 1990.
Mais celui-ci, perd son titre à la surprise générale face à James Buster Douglas en février 1990 par KO à la dixième reprise (et ce malgré le fait que Douglas ait bénéficié vidéo à l’appui d'un long compte de 14 secondes à la fin de la huitième reprise de la part de l'arbitre Octavio Meyran, une polémique qui mit fin à la carrière de celui-ci). Douglas plutôt que d'accorder une revanche à Tyson, donne sa chance à Holyfield le 25 octobre 1990. Hors de forme, il perd par KO en 3 rounds et Holyfield devient le champion unifié. Après que Mike Tyson a défait deux fois Donovan Ruddock dans ce qui constituait une demi-finale mondiale, la rencontre entre Holyfield et Tyson est prévue en novembre 1991. Mais le combat est reporté puis finalement annulé, Tyson s'étant blessé à l'entraînement, puis condamné pour viol, il est emprisonné pendant 3 ans.
En 1995, a lieu le retour très attendu et médiatisé de Mike Tyson. Le monde de la boxe espère alors qu'il revienne mettre de l'ordre dans la catégorie où la division du titre s'est accentuée depuis la défaite d'Holyfield face à Riddick Bowe en novembre 1992 et l'apparition du titre mineur WBO à la fin des années 1980. Après avoir vaincu Peter Mcneeley, un boxeur de seconde zone, et Buster Mathis Jr, champion USBA invaincu, Tyson s'empare aisément de la ceinture WBC le 16 mars 1996  (près de 10 ans après l'avoir conquis la première fois) face au britannique Frank Bruno, puis de la ceinture WBA le 7 septembre 1996 face à l'américain Bruce Seldon.
En septembre 1996, le promoteur Don King propose à Evander Holyfield de rencontrer Mike Tyson. Logiquement, c'est Riddick Bowe, vainqueur par deux fois d'Holyfield qui aurait dû se voir proposer le combat, mais ce dernier après deux combats difficiles contre Andrew Golota, met fin à sa carrière.
Tyson abandonne entre-temps sa ceinture WBC puisque son camp n'a pas réussi à trouver un accord financier avec le camp du challenger officiel Lennox Lewis (les deux boxeurs sont liés chacun par un contrat d'exclusivité à l'une des deux chaînes concurrentes, respectivement HBO pour Lewis et Showtime pour Tyson, compliquant de ce fait l'organisation d'un combat entre eux) ; Tyson a aussi préféré combattre Holyfield de par sa plus grande lucrativité et de sa notoriété plus importante, et aussi du fait de l'affrontement qu'ils n'ont pu accomplir 5 ans plus tôt.
Holyfield ayant perdu deux de ses quatre derniers combats (son dernier affrontement et dernière victoire remonte à mai 1996 face à Bobby Czyz), auquel se joignent des problèmes de santé (il a semblé fatigué lors de tous ses combats depuis sa défaite face à Michael Moorer ; en cause d'apparents problèmes cardiaques), Mike Tyson est donné largement gagnant par les 48 journalistes couvrant la rencontre qui prédisent à Holyfield une terrible défaite. Tous, sauf un du Boston Globe, qui donne Holyfield gagnant au 9e round.

## Première rencontre
Résultat
Le 9 novembre 1996, sur le ring du MGM Grand de Las Vegas, Tyson débute bien le combat en faisant vaciller Holyfield sur le premier coup qu'il lui porte - un puissant direct du droit - et se montre très entreprenant. Mais Holyfield résiste à Iron Mike, en bloquant ses coups et en remisant tout en imposant sa force physique supérieure dans les accrochages. Au milieu du round, il parvient à la suite d'un échange à enchaîner trois crochets du gauche au visage qui déstabilisent le champion, sans le blesser sérieusement. Tyson revient en atteignant nettement Holyfield d'une puissante droite, qui toutefois ne le fait pas reculer. Tyson envoie deux coups après le gong et Holyfield, nullement impressionné, réplique avec un crochet.
Holyfield remporte le 2e round, en imposant son allonge supérieure et en secouant son opposant d'un crochet du gauche au milieu du round. Les commentateurs remarquent beaucoup de lacunes techniques chez Tyson, car celui-ci n'utilise ni son jab, ni d'uppercuts, ni d'esquives de la tête ou de coups au corps. Les deux rounds suivants sont serrés, Holyfield empêche son rival de développer sa boxe à mi-distance et contre régulièrement ses puissantes droites, mais Tyson commence à se montrer plus agressif dans le 4e round.
Le 5e round est le meilleur pour Tyson, qui attaquant davantage au corps et utilisant plus d'uppercuts, réussit à placer un enchaînement crochet du droit au corps-uppercut du droit au menton, son meilleur du combat. Holyfield chancelle, encaisse encore quelques violents coups durant la reprise, mais reste debout et tente toujours de tempérer les assauts de son rival avec son jab et ses accrochages. À l'issue de ces cinq premières reprises, les juges Dalby Shirley et Jerry Roth donnent Tyson en tête d'un point (trois rounds à deux en sa faveur), quand, à l'inverse, le juge Frederico Vollmer donne Holyfield en avance d'un round (il octroie le deuxième round pour Holyfield tandis que les quatre autres sont jugés nuls).
Le combat va définitivement tourner dans le 6e round. Si Tyson se montre assez actif au début de celui-ci, il est ensuite ouvert à l'arcade sourcilière lors d'un choc de tête avec Holyfield, mais continue à attaquer. Le public commence néanmoins à scander le nom d'Holyfield et dans la dernière minute du round, ce dernier parvient à envoyer Tyson à terre sur un contre précis, un crochet du gauche à la poitrine. C'est alors la 2e fois de sa carrière que Tyson va à terre. Holyfield termine le round en trombe en acculant Tyson dans les cordes, qui une nouvelle fois frappe Holyfield après le gong.
Au 7e round, Tyson s'élance vers Holyfield qui baisse la tête, ce choc de tête jugé involontaire ouvre un peu plus l'arcade gauche de Tyson. Holyfield remporte encore les deux rounds suivants, devant un public partagé qui scandera tour à tour les noms des deux boxeurs. Les deux combattants montrent des signes de fatigue dans le 10e de round mais ne renoncent pas. À la fin de cette reprise, Tyson est sonné par un contre du droit et n'arrive plus à revenir dans le match. Touché à plusieurs reprises, notamment par un direct du droit alors qu'il s'élance vers son adversaire, il se réfugie dans les cordes au bord de la chute, mais il est sauvé par le gong.
Durant le 11e round, Holyfield domine encore nettement Tyson, qui n'a pas récupéré, et qui comme au cours du précédent se voit acculé dans les cordes : Holyfield enchaine une longue série de coups qui touche son adversaire et l'arbitre, comme le veut le règlement (Tyson ne répliquant pas et ne parvenant à esquiver), stoppe le combat. Holyfield est déclaré vainqueur par KO technique et Tyson connaît la deuxième défaite de sa carrière.
Holyfield reprenait le titre pour la troisième fois, comme seul Mohamed Ali y était parvenu avant lui. The Real Deal avait assisté à la défaite de Tyson contre Douglas en 1990 et s'en est souvenu face à Tyson. Il n'a fait que reprendre la même tactique de Douglas (qu'il avait lui-même détrôné) : s'adapter au style de Tyson plutôt qu'imposer le sien, chercher le gain dans la seconde partie du combat plutôt qu'au début, le neutraliser dans les accrochages et les corps à corps, de façon à l'empêcher d'employer ses coups les plus puissants, se servir habilement de son allonge, s'appuyer plus sur la technique que sur le punch. (C'est cette même méthode que Lennox Lewis allait s'approprier en 2002 contre Tyson, et, une fois de plus, Iron Mike sera vaincu).
Les deux boxeurs sont chacun élus boxeur de l'année ; leur affrontement est élu combat de l'année. Une revanche entre les deux hommes est prévue pour le 28 juin 1997.

## Revanche
Résultat
La revanche a lieu le 27 juin 1997, encore au MGM Grand. Pour le second combat, Tyson part de nouveau favori à deux contre un.
Au début du combat, Tyson apparaît beaucoup moins statique que durant le premier, en bougeant latéralement sa tête et en utilisant davantage son jab, il touche son adversaire de plusieurs crochets gauches. Des accrochages intempestifs et des coups irréguliers sont à nouveau échangés entre les deux boxeurs. Holyfield parvient à répliquer avec un enchaînement de crochets et d'uppercuts, qu'il conclut avec un direct du droit qui frôle le visage de Tyson. À la fin du round, Tyson se retrouve de nouveau en difficulté par des enchaînements de crochets, mais le repousse en combattant à reculons.
Au 2e round, Tyson recommence à attaquer avec son jab tout en bougeant son corps et sa tête mais il se retrouve blessé à arcade sourcilière à la suite d'un coup de tête (jugé involontaire par l'arbitre Mills Lane) d'Holyfield. Il apparaît très gêné et frustré le reste du round, se plaignant à l'arbitre de coups irréguliers de la part d'Holyfield. Celui-ci montre de nouveau sa supériorité physique lors des accrochages, tout en visant principalement son adversaire au corps. Tyson pour sa part, atteint son adversaire de deux droites plongeantes, sans toutefois parvenir à enchainer. Les 3 juges donnent Holyfield vainqueur des deux reprises.
Lors du début de la 3e reprise, Tyson attaque furieusement Holyfield au corps et à la tête, le contraignant à reculer et à s'accrocher pour tempérer ses assauts. Il prend ensuite l'ascendant sur son adversaire : un crochet droit s'écrase sur la tête d'Holyfield vers le milieu du round, puis après avoir esquivé des coups de son rival, un crochet gauche mais surtout un enchaînement gauche-droite secouent momentanément Holyfield. C'est alors, qu'excédé par ses coups de tête, il mord l'oreille droite d'Holyfield lors d'un nouvel accrochage et lui en arrache un morceau. Le combat s'arrête momentanément le temps à l'arbitre, Mills Lane, de retirer une forte pénalité de deux points à Tyson qui prétend pourtant n'avoir pas mordu Holyfield. Les blessures aux oreilles n'étant pas considérées comme graves dans le règlement, le combat reprend et Tyson domine jusqu'à ce qu'il morde cette fois l'oreille gauche d'Holyfield et se retrouve disqualifié.
À la fin du combat, Mike Tyson est toujours survolté et veut s'attaquer à son rival. Les agents de sécurité l'en empêchent et les deux boxeurs quittent la salle où de nombreux incidents sont provoqués par le public (ainsi qu'à travers le casino MGM). On relèvera une quarantaine de blessés à la fin de la journée.
Par la suite, Tyson est suspendu un an et est condamné à payer à Holyfield 10 % de sa bourse (soit 3 millions de dollars). C'est l'une des plus lourdes suspensions de boxe avec celle infligée à Luis Resto en 1983. Interrogé par les médias à la suite de cet incident, le président américain Bill Clinton se dit horrifié. Tom Korioth, professeur d'une université de médecine, a estimé que la pression de la mâchoire de Tyson était largement supérieure à celle d'un individu normal. En Californie, des commerçants mettent en vente des biscuits au chocolat en forme d'oreille, un mois après le combat. Au musée de cire d'Hollywood, la statue de Tyson est placée à côté de celle du serial-killer Hannibal le Cannibale (personnage principal de la saga de Thomas Harris).
Ces deux affrontements vont marquer une nouvelle étape dans la carrière des deux boxeurs. Celle d'Holyfield gagne un nouveau souffle avec la reconquête du titre IBF face à Michael Moorer en novembre 1997, puis la défense victorieuse de ses ceintures en 1998 ; en revanche celle de Tyson, entame une pente descendante et celui-ci ne combattra pour un titre mondial qu'en juin 2002 face à Lennox Lewis, perdant par KO.

## Réconciliation
À l'occasion de la « Week Of Greatness 2013 », Mike Tyson est apparu en novembre 2013 dans un spot publicitaire de Foot Locker, face à Evander Holyfield, où il lui déclare qu'il avait gardé son bout d'oreille dans du formol, lui tend une petite boîte supposée contenir le bout d'oreille manquant, et finissent par se réconcilier en s'étreignant.